# Crisis política en Perú de 2009

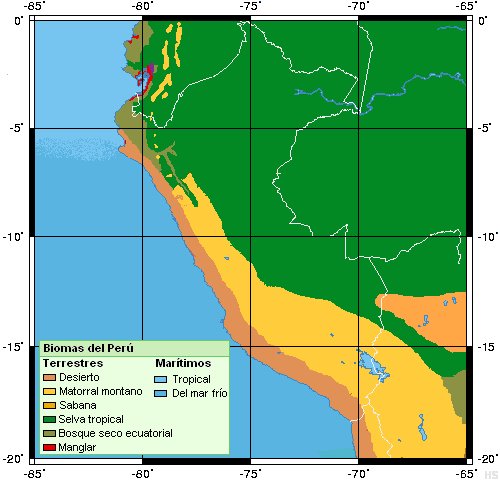
Mapa político con los biomas del Perú, la selva en verde.

La crisis política en Perú de 2009 se refiere al periodo de inestabilidad política debido a la aplicación de diez decretos legislativos y leyes en el marco del Tratado de Libre Comercio Perú-Estados Unidos. Los personas indígenas de la Amazonía peruana no estaban de acuerdo y sostenían que al promulgar estos decretos, el Gobierno peruano incumple el Convenio 169 de la OIT, al que está obligado como parte signataria; la Declaración de las Naciones Unidas sobre los Derechos de los Pueblos Indígenas, en particular los artículos 26, 29 y 32, entre otros; y la jurisprudencia de la Corte Interamericana de Derechos Humanos sobre los derechos a la tierra de los pueblos indígenas.
Estos pueblos indígenas estaban en oposición a diversos decretos impulsados por el Gobierno peruano para su adecuación con el TLC con Estados Unidos. Este conflicto ha sido descrito como la peor violencia política del Perú en años y es la peor crisis del segundo periodo del gobierno del expresidente Alan García, mientras que al primer ministro Yehude Simon se le pidió que renuncie a su puesto.
Los indígenas representados por la Confederación de Nacionalidades Amazónicas (CONAP) y la Asociación Interétnica de Desarrollo de la Selva Peruana (AIDESEP) cuestionan los decretos legislativos 1015, 1073, 994, 1020, 1064, 1081 y 1090. Igualmente cuestionan las leyes del Congreso 840, 1770 y 1992.
La expresión ley de la selva hace referencia a una situación donde el más fuerte se impone, que llevado a un contexto como el peruano podría hacer referencia a la imposición de una apuesta ideológica en que se basa el poder político que gobierna el país.
El Ejecutivo ha propuesto al Parlamento un proyecto de ley para promover la inversión privada que de aprobarse pondría en venta las tierras de la Amazonía. Diversos sectores han manifestado su oposición a la iniciativa a la que han denominado la «ley de la selva», suponemos por la intención del Gobierno por imponer su aprobación y el objetivo que persigue al subastar la selva.

## Análisis del Congreso del Perú

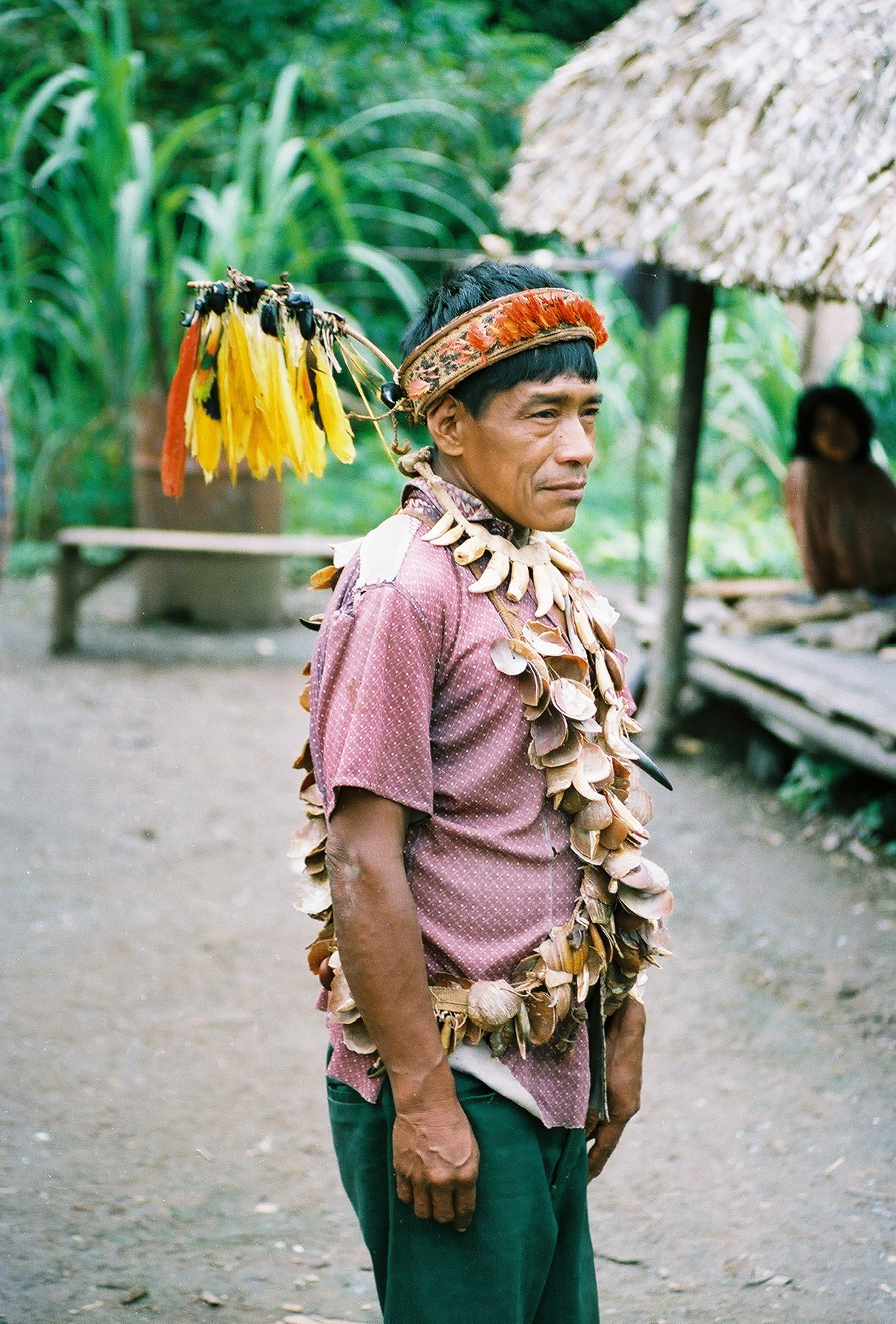
Un chamán urarina.

El 19 de mayo de 2009, la Comisión de Constitución del Congreso declaró inconstitucional la norma 1090, un análisis en el que concluyó lo siguiente:

### Constitución peruana de 1993
El decreto legislativo 1090, emitido por el Poder Ejecutivo por delegación del Congreso, versa sobre la disposición de las áreas forestales para fines maderables. Los problemas que encuentran las organizaciones indígenas respecto de esta norma no se limitan a su contenido. Sin embargo, la ilicitud de la forma de emisión resulta ser su principal problema al contravenir a la propia constitución.
La carta magna del Perú otorga protección especial a la Amazonía dentro de todos los recursos naturales, aun así, contempla que cualquier disposición sobre la explotación y empleo de recursos naturales debe ser emitida mediante la ley orgánica, lo que supone, según otro precepto constitucional, su indelegabilidad al Poder Ejecutivo; por lo tanto la promulgación mediante decreto legislativo es inconstitucional.

Artículo 104°. El Congreso puede delegar en el Poder Ejecutivo la facultad de legislar, mediante decretos legislativos, sobre la materia específica y por el plazo determinado establecidos en la ley autoritativa. No pueden delegarse las materias que son indelegables a la Comisión Permanente.

Artículo 101°. No pueden delegarse a la Comisión Permanente materias relativas a reforma constitucional, ni a la aprobación de tratados internacionales, leyes orgánicas, Ley de Presupuesto y Ley de la Cuenta General de la República.

Artículo 66°. Los recursos naturales, renovables y no renovables, son patrimonio de la Nación.  El Estado es soberano en su aprovechamiento. Por ley orgánica se fijan las condiciones de su utilización y de su otorgamiento a particulares. La concesión otorga a su titular un derecho real, sujeto a dicha norma legal.
Constitución del Perú de 1993

### Convenio 169 OIT
El Convenio 169 de la OIT expresa que los pueblos indígenas deben ser consultados ante leyes que los involucren. Las normas atentan contra el derecho internacional público, el Convenio de la OIT referido a las comunidades indígenas y tribales ordena a los Estados firmantes (el Perú está adscrito al convenio) a concertar y escuchar las opiniones de los pueblos indígenas que pudieran resultar afectados con alguna ley.

Artículo 6

1. Al aplicar las disposiciones del presente Convenio, los gobiernos deberán:
a) Consultar a los pueblos interesados, mediante procedimientos apropiados y en particular a través de sus instituciones representativas, cada vez que se prevean medidas legislativas o administrativas susceptibles de afectarles directamente...

2. Las consultas llevadas a cabo en aplicación de este Convenio deberán efectuarse de buena fe y de una manera apropiada a las circunstancias, con la finalidad de llegar a un acuerdo o lograr el consentimiento acerca de las medidas propuestas.
Convenio 169. OIT. 27 de junio de 1989

## Cronología del Baguazo

### Octubre-diciembre 2007
El 28 de octubre de 2007, el presidente del Perú, Alan García, publicó un artículo titulado «El síndrome del perro del hortelano», en el que acusó a algunas comunidades indígenas de mantener improductiva su tierra, lo que impedía el desarrollo económico. Posteriormente, el diario El Comercio publicó dos artículos, «El perro del hortelano» y «Receta para acabar con el perro del hortelano», en los que el presidente García explicó su política económica liberal, que promovía la inversión privada y el libre mercado. Estos artículos fueron uno de los manifiestos más representativos del neoliberalismo peruano, ya que en ellos se resumieron los ideales de este movimiento económico a modo de eslogan.
En esos escritos, García también propuso dar en propiedad a inversionistas terrenos de la Amazonía de 5000, 10000 o 20000 hectáreas y vender o alquilar las restingas (playas de los ríos amazónicos).
Sobre los indígenas en aislamiento voluntario dice: «Y contra el petróleo, han creado la figura del nativo selvático "no conectado"; es decir, desconocido, pero presumible, por lo que millones de hectáreas no deben ser exploradas, y el petróleo peruano debe quedarse bajo tierra mientras se paga en el mundo US$90 por cada barril. Es preferible para ellos que el Perú siga importando y empobreciéndose». Esta la percepción hacia lo indígena fue interpretado como un agravio por los pueblos amazónicos.
En diciembre de 2007, el Congreso de la República le otorga facultades al Poder Ejecutivo para legislar en materia referente al Tratado de Libre Comercio (TLC) con Estados Unidos.

### Junio 2008
Dentro de la legislación para el TLC, el Poder Ejecutivo emite decretos que tratan sobre los pueblos indígenas del Perú.
Los nativos amazónicos de los pueblos achuar, amuesha, awajunes, asháninka, bora, candoshi, cashibo-cacataibo, cashinahua, chayahuita, cocama-cocamilla, culina, ese eja, harákmbut, huambisa, jébero, machiguenga, ocaina, quechua del Napo, quechua del Pastaza-Tigre, secoya, sharanahua, shipibo-conibo, uitoto, urarina, yagua, yaminahua, yine y yora, que se encontraban organizados en AIDESEP y CONAP, iniciaron protestas por estos decretos.

### Agosto 2008

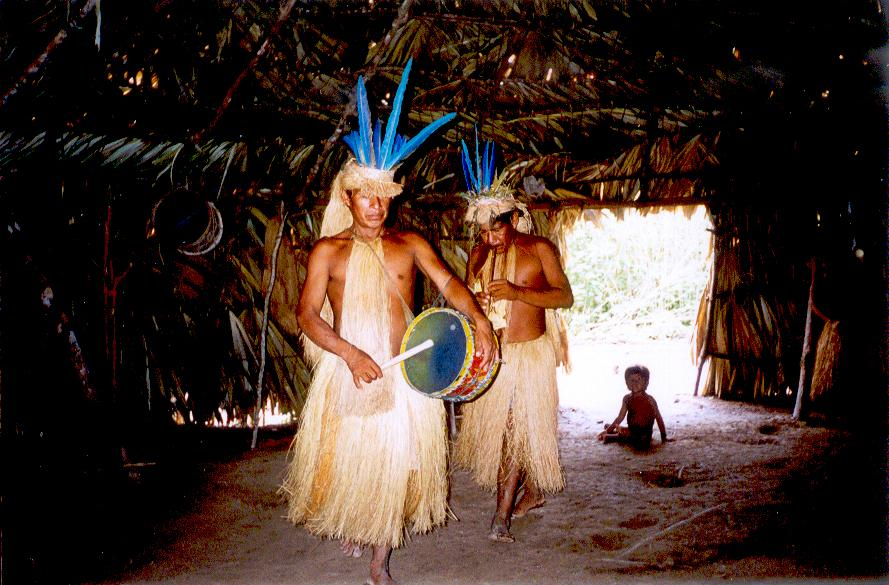
Indígenas de la selva del Perú.

El 18 de agosto de 2008, Alberto Pizango (presidente de AIDESEP) apoyó las protestas de los pueblos indígenas amazónicos que tomaron control de dos instalaciones petroleras: un yacimiento de gas natural en el sur del Perú explotado por la compañía argentina Pluspetrol y un oleoducto en el norte, propiedad de Petroperú. Durante las protestas, los indígenas tomaron como rehenes a dos oficiales de policía. En respuesta, el Gobierno declaró el estado de emergencia en los departamentos de Cusco, Loreto y Amazonas, lo que le dio el poder de enviar tropas para desalojar por la fuerza y detener a los manifestantes. La tensión se incrementó cuando Pizango respondió a la amenaza gubernamental de enviar tropas declarando que «los indígeneas se defienden contra la agresión del Gobierno». Según el director de Survival, Stephen Corry, «se está llevando a los indígenas peruanos a adoptar medidas desesperadas para intentar salvar sus tierras, que durante cinco siglos les han sido robadas». Las protestas terminaron cuando Pizango y la AIDESEP recibieron el apoyo del Congreso peruano.
El 20 de agosto de 2008 el Congreso del Perú aprueba el pedido de la Comisión de Pueblos Andinos, Amazónicos y Afroperuanos del Parlamento, derogando los decretos legislativos 1015 y 1073. Los indígenas consideran que estos facilitan la venta de sus tierras a empresas. El Gobierno lamentó esta decisión del Congreso ya que hubieran permitido abrir las áreas tribales de la Amazonia a las compañías petroleras. Tras la falta de apoyo por otros partidos, Alan García califica la derogación como un «error histórico». Alberto Pizango declaró que se trataba de «un nuevo amanecer para los pueblos indígenas del país».

### Septiembre 2008
El presidente del Perú no promulgó la derogación de los decretos. Al vencer el plazo lo realizó el presidente del Congreso, como lo prevé la Constitución peruana. El 2 de septiembre quedan derogadas las leyes 1015 y 1073, restableciéndose los artículos 10 y 11 de la ley 26505 sobre el uso de tierras de las comunidades indígenas.

### Marzo 2009
El Congreso forma una comisión para estudiar los demás decretos, sobre todo los puntos que entran en conflicto con la Constitución y tienen que ver con la violación del Convenio 169 de la OIT. AIDESEP envía cartas al Congreso y al presidente del Consejo de Ministros, Yehude Simon, exigiendo que la comisión emita opinión respecto a los demás decretos.

### Abril 2009
A falta de respuesta, el 9 de abril se inicia el paro amazónico. Las protestas indígenas continuaron exigiendo la derogación de seis decretos, considerados inconstitucionales por la Comisión de Constitución del Congreso peruano, que permitirían que el 60 % de los bosques primarios de la Amazonia peruana sean vendidos a empresas transnacionales para explotación de hidrocarburos o el cultivo de biocombustibles.
El 20 de abril Yehude Simon y los dirigentes de AIDESEP acuerdan formar una comisión multisectorial para revisar los decretos, pero no se levanta la huelga. En los días siguientes, la huelga se agudiza en diversas zonas del país: se bloquean carreteras importantes, se impide la navegación en algunos ríos y se toma infraestructura petrolera. Según el autoapertorio judicial 281-2009, la toma de la estación 6 de Petroperú se inició de forma pacífica el 23 de abril. En ese momento 38 policías custodiaban el lote. El 9 de mayo, el Gobierno declara días en emergencia por 60 a los distritos de cuatro departamentos.
La presidenta del Foro Permanente para las Cuestiones Indígenas de las Naciones Unidas (UNPFII), Victoria Tauli Corpuz, expresó su preocupación en su condición de líder.

### Mayo 2009
El 15 de mayo, al no haberse establecido la nueva comisión, Alberto Pizango hace un llamado a la insurgencia. Sin embargo, se retracta en pocas horas gracias a la intervención de la Defensoría del Pueblo. Mientras tanto, la Comisión de Constitución del Congreso declara inconstitucional el DL 1090 (Ley Forestal y de Fauna Silvestre), quedando pendiente su discusión en el pleno del Congreso.
El 20 de mayo, por decreto supremo 031-2009-PCM, se crea esta comisión multisectorial para iniciar el diálogo entre el Gobierno y los indígenas. En ella participan el presidente de AIDESEP, Alberto Pizango, y el presidente del Consejo de Ministros, Yehude Simon. Esta comisión tiene la misión de coadyuvar al análisis y la búsqueda de acuerdos consensuados de los asuntos planteados por los amazónicos y el Estado.
Los diversos requerimientos de los amazónicos fueron aceptados por el ministro Simon.[cita requerida] En esta agenda no se incluía la derogatoria de la ley 1090 que los amazónicos exigían. La última reunión fue el 30 de mayo.
El 31 de mayo, Alberto Pizango, en la clausura de la IV Cumbre Continental de Pueblos Indígenas, en Puno, declara que radicalizarán sus medidas buscando la derogatoria de los decretos «en defensa de los territorios originarios». Decide no participar más en la mesa de diálogo y exige hablar directamente con el presidente del Perú. Además, anuncia que pedirá al Tribunal Constitucional que declare los decretos inconstitucionales y, de no ser respaldado en esa instancia, presentará su demanda a la Corte Interamericana de Derechos Humanos. También convoca un paro nacional para el 3 de junio.

### Junio 2009
El 4 de junio la Defensoría del Pueblo presentó una demanda de inconstitucionalidad contra el DL 1064 ante el Tribunal Constitucional por considerar que vulnera los derechos de propiedad de la tierra y de consulta previa de los pueblos indígenas. Mientras tanto, el Congreso decide no debatir la derogatoria de los decretos legislativos 1064 y 1090 en una votación con mayoría del partido del gobierno aprista, y sin la participación del Partido Nacionalista Peruano, los principales opositores.
El 5 de junio se produce el Baguazo tras la incursión policial ordenada desde el Ejecutivo en la zona de la Curva del Diablo, en Bagua, que resultó en un saldo fatal de 23 policías muertos y un número indeterminado de civiles (entre indígenas y habitantes locales). Los indígenas afirman que los policías dispararon primero. La policía reporta que fueron los indígenas quienes dispararon primero, luego de quitarles algunas armas. En la carretera había unos 2.500 civiles protestando, entre indígenas y habitantes locales. Los sucesos generaron mucha atención en la prensa del Perú y subsiguientemente fue descrito como «el Baguazo».
Según los primeros informes oficiales, al menos 24 policías y 9 indígenas habrían sido asesinados. Mientras que el informe de la AIDESEP, organizadora de las protestas, afirma que más de 40 indígenas (entre ellos tres niños) han fallecido. Además, 155 personas resultaron heridas, un tercio por heridas de bala. Por su parte, periódicos extranjeros comentaron que más de 50 indígenas murieron.
Hasta la fecha se han identificado 10 fallecidos civiles, de los cuales 3 pertenecerían a los pueblos indígenas involucrados en las protestas. Esta cantidad de fallecidos es corroborada por la Defensoría del Pueblo, y organizaciones de la Iglesia católica, así como por la prensa peruana, lo cual es contrario a lo difundido por la prensa extranjera.

Por el lado de las fuerzas policiales, las víctimas se produjeron en la estación 6 de Petroperú. Al encontrarse en franca inferioridad numérica ante los manifestantes, los efectivos depusieron sus armas. Tras esto fueron capturados y varios de ellos torturados y degollados por los indígenas. Aún hay un policía desaparecido.
Como resultado de la intervención policial quedó herido el conocido líder awajún Santiago Manuin Valera, acompañado por múltiples activistas que defienden esta causa, quien recibió 8 disparos de AKM en el cuerpo.
La organización internacional Amazon Watch, que a través del joven activista defensor de los Derechos Humanos, Faunier Hernán Ríos Jaramillo, denunció que la Policía estaría haciendo desaparecer cadáveres de indígenas cuyas muertes aún no han sido contabilizadas. En un intento de contrastar las cifras oficiales, un periodista de la revista Caretas (11 de junio) recorrió los diferentes lugares donde se habría procedido las ejecuciones extrajudiciales. A pesar de las múltiples tentativas, no pudo encontrar prueba alguna de ello.
El 8 de junio la embajada de Nicaragua en Lima anuncia que otorgó refugio al presidente de AIDESEP y dirigente de las protestas, Alberto Pizango. Días antes, el dirigente había sido requerido por la Fiscalía para ser investigado por delitos de homicidio calificado y sedición, acusándolo de ser responsable de las muertes a los efectivos policiales. Días después, el ministro de Relaciones Exteriores peruano afirmaba que Estados Unidos, Francia y Bolivia previamente le habían negado el asilo al dirigente indígena.
El 8 de junio, la titular del Ministerio de la Mujer y Desarrollo Social, Carmen Vildoso Chirinos, renunció a su cargo como protesta hacia un video difundido por el Gobierno peruano en la televisión local, donde se muestra a los pueblos indígenas como responsables de la violencia.
El 10 de junio el Congreso decide suspender indefinidamente la aplicación de las leyes en cuestión y buscar el diálogo con los líderes indígenas.
El 11 de junio se desarrolla una protesta a nivel nacional para pedir la derogatoria de los decretos legislativos 1090 y 1064. Varias organizaciones sindicales y frentes de defensa de diversas regiones del país convocaron a un paro nacional en protesta sobre el manejo político que el Gobierno hizo de la situación en el noreste peruano, siendo acatado parcialmente en varias regiones del país. Al respecto, el presidente de Bolivia, Evo Morales, acusó al Gobierno del Perú de humillar a los indígenas y expresó su deseo de que las protestas contribuyan a la comprensión de las demandas de los pueblos originarios de la Amazonía. El presidente peruano Alan García respondió acusando a Morales de «intervencionismo político en asuntos internos del Perú».
El ministro Yehude Simon reorganiza el Gabinete ante la renuncia de la ministra Carmen Vildoso. Diecinueve congresistas del Partido Nacionalista fueron sancionados por realizar protestas en el hemiciclo del Congreso.
El 12 de junio las protestas y bloqueos continuaron en Yurimaguas y Bagua Grande, pero con un libre pase de 2 horas en la mañana y 2 horas en la tarde.
El 15 de junio el Gobierno, en conversaciones con dirigentes indígenas en plena selva peruana, plantea la derogación de dos de los siete decretos legislativos cuestionados, el 1090 y el 1064.
El 18 de junio el Congreso del Perú, en el marco de un nuevo diálogo con los indígenas amazónicos, derogó los decretos legislativos 1090 y 1064 con el voto en contra del Partido Popular Cristiano.
El 30 de junio, luego de la interpelación al presidente del Consejo de Ministros, Yehude Simon, y a la titular del Ministerio del Interior, Mercedes Cabanillas; el Congreso decide no censurarlos.

### Julio 2009
El 3 de julio la Defensoría del Pueblo emitió un reporte sobre los hechos. Un policía desaparecido y 33 muertos (12 policías murieron en una carretera en enfrentamientos con los indígenas y 11 en un campo petrolero mientras eran rehenes de los indígenas). 10 civiles muertos (en la carretera murieron 4 nativos; en Bagua murieron 1 indígena y 5 pobladores de la ciudad). 200 heridos y 83 detenidos. Hubo 82 heridos de bala y 9 seguían hospitalizados. Estuvieron acusadas 84 personas, de ellas 41 con orden de detención.

## Consecuencias
Este conflicto social dejó 33 personas muertas y aún se desconoce el paradero del mayor Felipe Bazan (2016).[cita requerida]
La sala penal de apelaciones y liquidadora transitoria de Bagua absolvió de todos los cargos a los 53 indígenas de las etnias awajún y wampis procesados por la muerte de 12 policías durante las protestas en la zona denominada Curva del Diablo.[cita requerida]
El proceso duró más de siete años y el caso Curva del Diablo culminó el jueves 20 de septiembre de 2016 con la absolución de los dirigentes Alberto Pizango y Santiago Manuin, acusados de haber sido los instigadores.[cita requerida]
La tesis del perro del hortelano descrito por García conllevó a establecer acuerdos con los indígenas para garantizar sus derechos, según el asumido ministro de Ambiente Ricardo Giesecke. En 2011 se acordó la Ley de Consulta Previa por votación unánime del Congreso.

## Legislación relevante
- Convenio OIT 169 sobre pueblos indígenas y tribales en países independientes (27 de junio de 1989)
- El síndrome del perro del hortelano (28 de octubre de 2007)
- Decreto Legislativo 1015 (19 de junio de 2008). Derogada (2 de septiembre de 2000) Unifica los procedimientos de las comunidades campesinas y nativas de la sierra y de la selva con las de la costa, para mejorar su producción y competitividad agropecuaria
- Decreto Legislativo 1064 (27 de junio de 2008). Derogada (18 de junio de 2009) Aprueba el régimen jurídico para el aprovechamiento de las tierras de uso agrario
- Decreto Legislativo 1073 (27 de junio de 2008) Modifica el literal b) del artículo 10.º de la ley n.º 26505, ley de la inversión privada en el desarrollo de las actividades económicas en las tierras del territorio nacional y de las comunidades campesinas y nativas; modificado por el artículo único del decreto legislativo n.º 1015
- Decreto Legislativo 1090 (28 de junio de 2008). Derogada (18 de junio de 2009) Aprueban la ley forestal y de fauna silvestre
- Ley 29317 (13 de enero de 2009) Ley que modifica e incorpora diversos artículos al Decreto Legislativo 1090, Ley forestal y de fauna silvestre
- Declaración del presidente del Foro Permanente para las Cuestiones Indígenas de las Naciones Unidas (2 de junio de 2009)